# Prameň života
Prameň života (lapcímének magyar jelentése Az élet forrása) egy szlovák nyelven megjelenő egyházi, adventista lap volt az egykori  Csehszlovákiában. Első lapszáma 1930-ban jelent meg. Szerkesztősége Brünnben volt. A lap 1937-ben szűnt meg.